# Энгель, Карл (композитор)
Карл Дитрих Леонард Энгель (нем. Karl Dietrich Leonhard Engel; 21 февраля 1824, Ольденбург, Нижняя Саксония, Германия — февраль 1913, Адлерсхоф, Берлин) — немецкий музыкант, скрипач, композитор и писатель

.

## Биография
В 1842 году приехал  в Россию, будучи виртуозом, служил скрипачом в капелле князя Нарышкина в Санкт-Петербурге.
В 1846 году поступил на службу в Императорскую придворную певческую капеллу, со временем стал концертмейстером капеллы. 
В конце 1860-х годов вернулся на родину и поселился в Дрездене. 
К. Энгель — автор несколько скрипичных концертов и танцев. Его музыкальные композиции включают, в частности, концерт си минор и юмористическую фантазию под названием «Jüdischer Carneval».
Ему принадлежит также несколько исследований легенды о Фаусте: «Zusammestellung der Faustschriften v. XVI J. bis Mitte 1814» (1881); «Das erste Faustbuch v. J. 1587» (1887); «Das Volksschanspiel Dr Joh. Faust» (1882).

## Избранные литературные произведения
- Deutsche Puppen Komödien (1874–1893)
- Das Volksschauspiel Doktor Johann Faust (2 изд, 1882)
- Zusammenstellung der Faustschriften vom 16 Jahrhundert bis Mitte 1884 (2 изд, 1884)
- Die Don Juan Sage auf der Bühne (1887)